# سعید مستغاثی

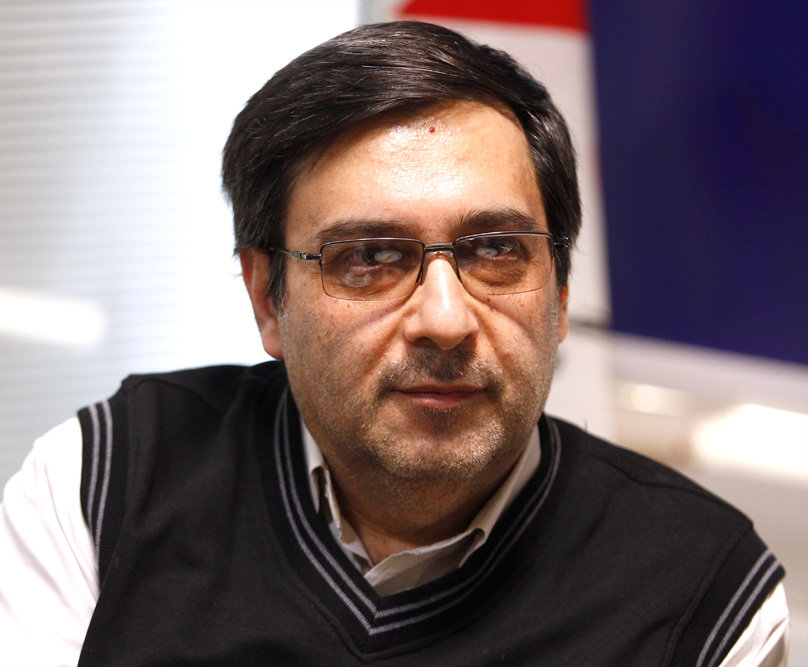
مستغاثی در سال ۱۳۹۴

سعید مستغاثی روزنامه‌نگار و منتقد سینمایی است. وی از ابتدای سال ۱۳۸۷ به ریاست انجمن منتقدان سینمای ایران برگزیده شد.
سعید مستغاثی کار تحقیقاتی و نوشتاری را از سال ۱۳۶۷ با انتشارات سروش و کتاب «تقویم تاریخ انقلاب اسلامی» آغاز کرد. او از اوایل دهه ۷۰ بوسیله همکاری با بنیاد سینمایی فارابی و فصلنامه این بنیاد وارد مطبوعات سینمایی شد و از آن پس در نشریات مختلف قلم زد. از جمله: هفته نامه سینما، دنیای تصویر، نقد سینما، سوره، اطلاعات بین‌الملل، فیلم و سینما، فیلم و هنر، آفرینش، بنیان، آیینه جنوب، بهار، نوروز، حیات نو، همشهری، جهان سینما، فیلم نگار و… و در این نشریات مسئولیت‌هایی از قبیل دبیر سرویس نقد فیلم، دبیر بخش ایرانی، مسئول بخش خارجی و… را برعهده داشت.
مستغاثی در سال‌های ۱۳۸۲ تا ۱۳۸۴ سردبیر مجله هفتگی سینما و همچنین رویداد هفته بود.
سعید مستغاثی از آغاز تأسیس انجمن منتقدان و نویسندگان سینمایی ایران در سال ۱۳۷۴، عضو آن بود و از سال ۱۳۸۶ وارد شورای مرکزی آن شد و در سال ۱۳۸۷ به ریاست این انجمن انتخاب گردید. وی همچنین در دوره‌های مختلف عضو هیئت‌های داوری این انجمن بوده‌است و در سال ۱۳۸۷ نیز عضو هیئت داوران بخش فیلم‌های اول و دوم جشنواره فیلم فجر بود.
مستغاثی از سال ۱۳۷۴ به برنامه سازی در تلویزیون روی آورد؛ ابتدا برای برنامه‌هایی همچون «سینما تئاتر ۷۴»، «با شما برای شما"، "زن در تاریخ سینماً و «مستند ۴» نویسندگی و کارشناسی کرد و سپس با کارگردانی مجموعه مستند - داستانی «محراب انقلاب» در سال ۱۳۸۴ وارد جرگه فیلمسازی شد. پس از آن ساخت مجموعه‌های مستند «راز آرماگدون»، «پیش از آغاز»، «آب در هاون»، "راز آرماگدون۲: ارتش سایه‌ها، "راز آرماگدون۳: معبد تاریکی"، "راز آرماگدون۴: پروژه اشباح"، "اشغال"، "... و اینک آخرالزمان" و "در مسیر نیل" در کارنامه او به ثبت رسیده‌است. وی هم‌اکنون در حال ساخت مجموعه ای مستند دربارهٔ تمدن اسلامی است.
مستغاثی همچنین فیلم داستانی «راز» را در سال ۱۳۸۵برای مقاومت بسیج نوشته و کارگردانی کرده‌است.